# Cushman Davis
Cushman Davis (Henderson, 1838. június 16. – Saint Paul, 1900. november 27.) az Amerikai Egyesült Államok szenátora (Minnesota, 1887–1900).